# Paredones, Oaxaca
Paredones är en ort i Mexiko.   Den ligger i kommunen Santiago Chazumba och delstaten Oaxaca, i den sydöstra delen av landet, 200 km sydost om huvudstaden Mexico City. Paredones ligger 1 836 meter över havet och antalet invånare är 103.
Terrängen runt Paredones är huvudsakligen kuperad, men åt sydost är den platt. Runt Paredones är det mycket glesbefolkat, med 5 invånare per kvadratkilometer. Närmaste större samhälle är San Jerónimo Xayacatlán, 18,9 km väster om Paredones. Trakten runt Paredones består i huvudsak av gräsmarker.